# David Gleirscher
David Gleirscher (ur. 23 lipca 1994 w Hall in Tirol) – austriacki saneczkarz, mistrz olimpijski w jedynkach z 2018 roku, wielokrotny medalista mistrzostw świata oraz złoty medalista mistrzostw Europy w sztafecie.
Saneczkarstwo zaczął uprawiać w 2006 roku. W 2012 wystąpił na igrzyskach olimpijskich młodzieży, na których zajął 17. miejsce w jedynkach. W 2013 zdobył brązowy medal mistrzostw świata juniorów w jedynkach. Rok później wywalczył złoty medal MŚ juniorów w sztafecie.
W 2015 wystartował na mistrzostwach świata, na których zajął 22. miejsce w jedynkach. Rok później na tych samych zawodach był 7. w jedynkach i 9. w sprincie jedynek. W 2017 po raz kolejny wystąpił na mistrzostwach świata, tym razem plasując się na 12. pozycji w sprincie jedynek i 49. w jedynkach. W 2018 roku wziął udział w mistrzostwach Europy, na których zajął 10. miejsce w jedynkach.
W 2018 roku wystartował na igrzyskach olimpijskich, na których zdobył złoty medal w jedynkach z czasem 3:10,702 oraz brązowy w sztafecie.
Jego ojciec Gerhard również był saneczkarzem; w 1997 wywalczył brąz mistrzostw świata, a także trzykrotnie startował na igrzyskach olimpijskich (1992, 1994, 1998). Jego brat Nico także uprawia saneczkarstwo.
Jest żołnierzem austriackich sił zbrojnych. Mieszka w Telfes im Stubai. Reprezentant klubu RV Swarovski Halltal. Oprócz ojczystego języka niemieckiego posługuje się także angielskim i włoskim.

## Osiągnięcia

### Igrzyska olimpijskie
| Rok  | Miejsce    | Jedynki | Sztafeta |
| ---- | ---------- | ------- | -------- |
| 2018 | Pjongczang | 1.      | 3.       |
| 2022 | Pekin      | 15.     | -        |

### Mistrzostwa świata
| Rok  | Miejsce    | Jedynki | Jedynki-sprint | Jedynki mieszane | Sztafeta |
| ---- | ---------- | ------- | -------------- | ---------------- | -------- |
| 2015 | Sigulda    | 22.     | nie rozgrywano | nie rozgrywano   | -        |
| 2016 | Königssee  | 7.      | 9.             | nie rozgrywano   | -        |
| 2017 | Igls       | 49.     | 12.            | nie rozgrywano   | -        |
| 2019 | Winterberg | dsq     | 14.            | nie rozgrywano   | -        |
| 2020 | Soczi      | dnf     | 2.             | nie rozgrywano   | -        |
| 2021 | Königssee  | 3.      | 3.             | nie rozgrywano   | 1.       |
| 2023 | Oberhof    | 3.      | 4.             | nie rozgrywano   | -        |
| 2024 | Altenberg  | 7.      | 1.             | nie rozgrywano   | -        |
| 2025 | Whistler   | 9.      | nie rozgrywano | 3.               | -        |

### Mistrzostwa Europy
| Rok  | Miejsce      | Jedynki | Sztafeta |
| ---- | ------------ | ------- | -------- |
| 2015 | Soczi        | 17.     | -        |
| 2016 | Altenberg    | 24.     | -        |
| 2017 | Königssee    | dnf     | -        |
| 2018 | Sigulda      | 10.     | -        |
| 2019 | Oberhof      | 6.      | 4.       |
| 2020 | Lillehammer  | 4.      | 1.       |
| 2021 | Sigulda      | dsq     | -        |
| 2022 | Sankt Moritz | 16.     | -        |
| 2023 | Sigulda      | 10.     | -        |
| 2024 | Igls         | 5.      | -        |
| 2025 | Winterberg   | 7.      | -        |

### Puchar Świata

#### Miejsca w klasyfikacji generalnej
| Sezon     | Miejsce |
| --------- | ------- |
| 2013/2014 | 64.     |
| 2014/2015 | 12.     |
| 2015/2016 | 11.     |
| 2016/2017 | 24.     |
| 2017/2018 | 12.     |
| 2018/2019 | 8.      |
| 2019/2020 | 6.      |
| 2020/2021 | 9.      |
| 2021/2022 | 14.     |
| 2022/2023 | 5.      |
| 2023/2024 | 5.      |
| 2024/2025 | 8.      |

#### Miejsca na podium w zawodach Pucharu Świata – indywidualnie
Stan na koniec sezonu 2023/2024
| Lp. | Data       | Miejsce   | Konkurencja    | Lokata |
| --- | ---------- | --------- | -------------- | ------ |
| 1.  | 07.12.2018 | Calgary   | jedynki        | 3      |
| 2.  | 13.01.2019 | Sigulda   | jedynki        | 3      |
| 3.  | 11.01.2020 | Altenberg | jedynki        | 1      |
| 4.  | 26.01.2020 | Sigulda   | jedynki        | 3      |
| 5.  | 26.01.2020 | Sigulda   | jedynki-sprint | 3      |
| 6.  | 29.11.2020 | Igls      | jedynki-sprint | 2      |
| 7.  | 16.01.2021 | Oberhof   | jedynki        | 3      |
| 8.  | 16.12.2022 | Park City | jedynki        | 3      |
| 9.  | 17.12.2022 | Park City | jedynki-sprint | 2      |
| 10. | 03.02.2024 | Altenberg | jedynki        | 2      |
| 11. | 11.02.2024 | Oberhof   | jedynki        | 3      |
| 12. | 25.02.2024 | Sigulda   | jedynki-sprint | 3      |

#### Miejsca na podium w zawodach Pucharu Świata – drużynowo
Stan na koniec sezonu 2023/2024
| Lp. | Data       | Miejsce     | Konkurencja | Lokata |
| --- | ---------- | ----------- | ----------- | ------ |
| 1.  | 19.01.2020 | Lillehammer | sztafeta    | 1      |
| 2.  | 21.11.2021 | Yanqing     | sztafeta    | 1      |
| 3.  | 11.02.2024 | Oberhof     | sztafeta    | 3      |